# Eusattodera pini
Eusattodera pini là một loài bọ cánh cứng trong họ Chrysomelidae. Loài này được Schaeffer miêu tả khoa học năm 1906.